# Peceli Yato
Peceli Yato (República de Fiyi, 17 de enero de 1993) es un jugador profesional fiyiano de rugby que se desempeña en la posición de ala abierto en ASM Clermont Auvergne, equipo perteneciente a la liga Top 14.

## Carrera
Yato es un jugador de formación francesa (JIFF). En 2012 comenzó su carrera deportiva con el equipo ASM Clermont Auvergne, donde lleva jugando doce temporadas.